# Real Audiencia di Concepción
La Real Audiencia de Concepción, o Audiencia y Cancillería Real de Concepción, è stata una Real Audiencia della Corona spagnola nel Governatorato del Cile. Fu creata per decreto reale nel 1565 e istituita nella città di Concepción nel 1567, subordinata a quella di Lima, fino a quando fu definitivamente sciolta nel 1575.